# Pedro Santos (Fußballspieler, 1988)
Pedro Miguel Martins Santos (* 22. April 1988 in Lissabon) ist ein portugiesischer Fußballspieler, der als Rechtsaußen eingesetzt wird.

## Werdegang

### Vereinskarriere
Santos rückte aus der Jugend des Casa Pia AC zur Saison 2007/08 in die erste Mannschaft auf. Von dort wechselte er zur Saison 2010/11 zum Leixões SC, von dem er am 28. August 2010 erstmalig in der zweiten portugiesischen Liga eingesetzt wurde. Bei der 2:1-Niederlage beim SC Covilhã wurde er in der 80. Minute für Fábio Espinho eingewechselt. Zur Saison 2012/13 ging es für ihn weiter zu Vitória Setúbal, bei welchem er erstmals in der ersten Liga eingesetzt wurde.
Nach dieser Saison wechselte er zu Sporting Braga. Bereits im September 2013 wurde er für eine halbe Saison nach Rumänien an Astra Giurgiu verliehen, wo er rumänischer Pokalsieger wurde. Anschließend führte ihn eine Leihe zum Rio Ave FC. Ab der Saison 2014/15 war er dauerhaft in Braga aktiv. Im Jahr 2016 gewann er mit der Mannschaft den portugiesischen Pokal.
Im Sommer 2017 wechselte er in die USA zum MLS-Franchise Columbus Crew aus Ohio. Hier wurde er in der Saison 2017 erstmals bei einem 1:1 gegen Orlando City eingesetzt. Er wurde dabei in der 62. Minute für Christian Martínez eingewechselt.
Im November 2022 wechselte er innerhalb der MLS zu D.C. United. Dort spielte er bis zum Ende der Saison 2024, nach der sein Vertrag dort endete. Seit März 2025 ist er Teil der USL-Championship-Mannschaft von Loudoun United.

### Nationalmannschaftskarriere
Im Jahr 2007 kam er auf zwei Einsätze für die portugiesische U-19 Nationalmannschaft.